# A sötétség határán (Csillagkapu)

## Ismertető
| Figyelem: Itt a Csillagkapu 1. évadjának cselekményét vagy a végkifejletet is olvashatod. |

A CSK-1 elkíséri a CSK-3-at a P3X-797-re. Amikor megérkeznek, egy csapat vadember támadja meg őket. Attól félve, hogy visszatérnek, a csapatok átmennek a bolygó fényes oldalára.
A sötét erdőből kiérve a világos részen egy virágzó, mínoszi eredetű civilizációt találnak, amely Danielt mérhetetlenül lenyűgözi. A helyiek saját földjüket a "Fény földjének", míg a vadak erdejét a "Romlottak erdejének" nevezik. Szerintük "Fény földjének" lakóit az alvilág gonosz istene átkozza meg és ezért válnak olyanokká, mint a vadállatok.
Jack O’Neill parancsára a különítmény hazatér. A parancsnokságon azonban a csapattagoknál is hasonló tünetek kezdődnek el, mint a „romlottaknál.” Sam megpróbálja elcsábítani Jacket, de ő rájön, hogy valami baja van, ezért a gyengélkedőbe viszi. Egyre több katonánál jelentkezik a betegség, ezért karantént rendelnek el.
Az orvosok egy idő után megtalálják a betegség okozóját, egy vírust, amely leállítja az agy értelmes működését és az állati ösztönöket helyezi előtérbe. Teal’c és Daniel nem fertőződnek meg, így ők visszatérnek a bolygóra, hogy vérmintát vegyenek. Danielt elrabolják a romlottak, Teal’c-nek egyedül kell vérmintát venni. Miután sikerült neki, a parancsnokságon Dr. Fraiser megállapítja, hogy ez nem egy átok, hanem egy vírus, ami hisztaminnal táplálkozik. Ezzel szemben a romlatlanok vérében alacsony a hisztaminszint, a doktornő valamint Daniel pedig allergiájuk miatt nap mint nap antihisztamint szednek, valószínűleg ezért nem betegedtek meg.
Eközben Daniel nem szedi a gyógyszerét, ezért ő is „romlott” lesz. Miután az egész bázist meggyógyították, a csapat visszatér a bolygóra és hisztaminnal töltött lövedékekkel „megvilágosítja” a vadakat, s köztük Danielt is. Az utolsó jelenetben a „romlottak” előjönnek az erdőből a „Fény földjére.”

## Érdekességek
- Amikor Teal’c és Daniel elindult a kapun át a vérmintákért, akkor a féregjáratba lépés után is látszott az árnyékuk.

## Külső hivatkozások
- Stargate Wiki link (angolul)